# Dactylorhiza romana
L'orchidea romana (Dactylorhiza romana (Sebast.) Soó, 1962) è una pianta erbacea spontanea appartenente alla famiglia delle Orchidacee.

## Etimologia
L'epiteto specifico (romana) si riferisce alle zone dove più facilmente è possibile trovare questa orchidea.

## Descrizione

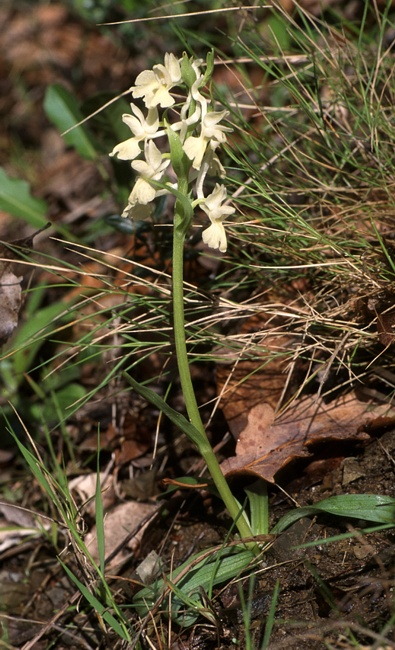
Il portamento

È una pianta erbacea alta 15 – 30 cm. La forma biologica è geofita bulbosa (G bulb), ossia sono piante perenni che portano le gemme in posizione sotterranea. Durante la stagione avversa non presentano organi aerei e le gemme si trovano in organi sotterranei chiamati bulbi o tuberi, organi di riserva che annualmente producono nuovi fusti, foglie e fiori. È un'orchidea terrestre in quanto contrariamente ad altre specie, non è “epifita”, ossia non vive a spese di altri vegetali di maggiori proporzioni.

### Radici
Le radici sono fascicolate e secondarie da bulbo, e si trovano nella parte superiore dei bulbi.

### Fusto
- Parte ipogea: la parte sotterranea del fusto è composta da due tuberi divisi soltanto all'apice in più lobi o tubercoli (caratteristica peculiare del genere Dactylorhiza);  il primo svolge delle importanti funzioni di alimentazione del fusto, mentre il secondo raccoglie materiali nutritizi di riserva per lo sviluppo della pianta che si formerà nell'anno venturo.
- Parte epigea: la parte aerea del fusto è gracile, tubulosa e scanalata nella parte superiore. Alla base sono presenti alcune guaine (resti di foglie atrofizzate).

### Foglie
Le foglie hanno una forma strettamente lineare e sono concentrate soprattutto nella zona basale del fusto. Sulla superficie sono presenti inoltre delle nervature parallele disposte longitudinalmente (foglie di tipo parallelinervie). Sono inoltre amplessicauli e abbraccianti (guainanti) il fusto.

### Infiorescenza

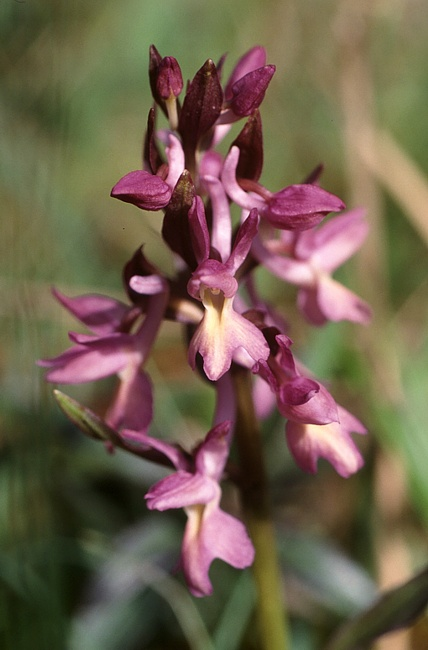
Infiorescenza

L'infiorescenza, mediamente densa, è a forma ovoidale. I fiori sono posti alle ascelle di brattee erbacee a forma lanceolata e di colore verde scuro; le inferiori sono lunghe quanto i fiori stessi. I fiori inoltre sono resupinati, ruotati sottosopra tramite torsione dell'ovario; in questo caso il labello è volto in basso.

### Fiore
I fiori sono ermafroditi ed irregolarmente zigomorfi, pentaciclici (perigonio a 2 verticilli di tepali, 2 verticilli di stami (di cui uno solo fertile – essendo l'altro atrofizzato), 1 verticillo dello stilo). Il colore dei fiori è rosa-purpureo, oppure giallo tenue fino al bianco.
- Formula fiorale: per queste piante viene indicata la seguente formula fiorale:

P 3+3, [A 1, G (3)]
- Perigonio: il perigonio è composto da 2 verticilli con 3 tepali (o segmenti) ciascuno (3 interni e 3 esterni). I tepali esterni sono lanceolati ed eretti verso l'alto, con i lati riflessi; quello centrale è più ovato e concavo (è inoltre arcuato in avanti) e insieme ai due tepali interni centrali (che sono conniventi) formano una specie di cappuccio a protezione degli organi riproduttori (il ginostemio). Dei tre tepali interni quello mediano (chiamato labello) è diverso dagli altri.
- Labello:  il labello (semplice – non formato da due parti distinte), è più o meno della stessa lunghezza dei tepali, un po' più lungo che largo (a forma romboidale lievemente schiacciata orizzontalmente); la parte terminale è trilobata con il lobo centrale un po' più lungo dei due laterali. Sul retro, alla base, il labello è prolungato in uno sperone lineare-allungato, arcuato-ascendente più lungo dell'ovario. Se i fiori sono purpurei, allora la base del labello è gialla; in tutti i casi il labello non è punteggiato.
- Ginostemio:  lo stame con le rispettive antere (in realtà si tratta di una sola antera fertile biloculare – a due logge) è concresciuto con lo stilo e forma una specie di organo colonnare chiamato "ginostemio"[5]. Quest'organo è posizionato all'interno-centro del fiore e in questa specie è molto breve ma con un'ampia area stigmatifera. Il polline ha una consistenza gelatinosa; e si trova nelle due logge dell'antera, queste sono fornite di una ghiandola vischiosa (chiamata retinacolo). I pollinii sono inseriti sui due retinacoli tramite delle caudicole, mentre i retinacoli sono protetti da un'unica borsicola rostellare (a forma di coppa). L'ovario, sessile in posizione infera  è formato da tre carpelli fusi insieme[3].
- Fioritura: da marzo a giugno.

### Frutti
Il frutto è una capsula.  Al suo interno sono contenuti numerosi minutissimi semi piatti. Questi semi sono privi di endosperma e gli embrioni contenuti in essi sono poco differenziati in quanto formati da poche cellule. Queste piante vivono in stretta simbiosi con micorrize endotrofiche, questo significa che i semi possono svilupparsi solamente dopo essere infettati dalle spore di funghi micorrizici (infestazione di ife fungine). Questo meccanismo è necessario in quanto i semi da soli hanno poche sostanze di riserva per una germinazione in proprio.

## Biologia
La riproduzione di questa pianta può avvenire in due modi: 
- per via sessuata grazie all'impollinazione degli insetti pronubi, specialmente bombi. Questi posandosi sul labello per raggiungere con la proboscide il nettare contenuto nel fondo dello sperone, si agitano e si sfregano contro il ginostemio (posto in questo momento sopra il loro corpo) che vibrando rilascia del polline che va a posarsi sulle pari pelose dell'insetto. Quando lo stesso insetto si posa su un'altra orchidea parte di questo polline rimane attaccato al retinacolo (posto nella zona centrale del ginostemio) per merito della sostanza vischiosa presente sulla sua superficie. È avvenuto così il trasferimento del polline da un fiore all'altro. A questo punto lo stigma (parte inferiore del ginostemio) rimane impollinato, si sviluppa quindi un budello pollinico che entrando nell'ovario feconderà l'ovulo[2]. La germinazione dei semi è condizionata dalla presenza di funghi specifici (i semi sono privi di albume – vedi sopra).
- per via vegetativa in quanto uno dei due bulbi possiede la funzione vegetativa per cui può emettere gemme avventizie capaci di generare nuovi individui (l'altro bulbo generalmente è di riserva).

## Distribuzione e habitat
- Geoelemento: il tipo corologico (area di origine) è Steno-Mediterraneo.
- Diffusione: in Italia questa orchidea è diffusa al centro e sud (Sicilia compresa, ma è assente in Sardegna). È considerata pianta rara. Nel resto dell'Europa si trova nella penisola Iberica e nella penisola Balcanica.
- Habitat: l'habitat tipico sono le boscaglie (boschi di latifoglie) e le radure e comunque in luoghi asciutti ma non aridi; ma anche macchie a garighe.
- Diffusione altitudinale: sui rilievi queste piante si possono trovare fino a 600 m s.l.m. (occasionalmente fino a 1800 m s.l.m.); frequentano quindi il piano vegetazionale collinare; raramente quelli superiori.

## Tassonomia
All'interno del genere Dactylorhiza l'orchidea di questa voce fa parte della sezione Sambucinae caratterizzata dall'avere dei tuberi a forma più o meno cilindrica, divisi solamente all'apice e lo sperone più lungo o uguale all'ovario (nell'altra sezione  Maculatae i tuberi invece sono profondamente divisi in diversi tubercoli e lo sperone del labello è più breve dell'ovario).
Dactylorhiza romana è inoltre riunita nel gruppo Group of Dactylorhiza sambucina (L.) Soó caratterizzato dall'avere i tuberi appiattiti e poco palmati, foglie a superficie non maculata e labello appena lobato. Le orchidee di questo gruppo inoltre preferiscono un substrato piuttosto secco. Gli altri componenti di questo gruppo sono:
- Dactylorhiza sambucina (L.) Soó
- Dactylorhiza insularis (Sommier) Landwehr

### Sottospecie
Sono note le seguenti sottospecie:
- Dactylorhiza romana subsp. romana
- Dactylorhiza romana subsp. georgica (Klinge) Soó ex Renz & Taubenheim - diffusa in Georgia
- Dactylorhiza romana subsp. guimaraesii (E.G.Camus) H.A.Pedersen - diffusa nella penisola Iberica

La validità tassonomica della sottospecie Dactylorhiza romana subsp. markusii (Tineo) Holub, ritenuta endemica della Sicilia, è attualmente messa in discussione in quanto i risultati di ricerche di analisi molecolare –(Bullini & al., 2001) indicano una certa identità con la sottospecie nominale.
Anche la sottospecie Dactylorhiza romana subsp. fasciculata Soó non è più accettata, trattandosi di un sinonimo di Dactylorhiza sambucina (L.) Soó, 1962.

### Ibridi
Altri ibridi noti sono:
- Dactylorhiza × daunia W.Rossi, P.Arduino, R.Cianchi, N.Piemontese & L.Bullini, 1995 (ibrido di D. romana e  Dactylorhiza maculata subsp. saccifera (Brongniart) Soó)[10].
- Dactylorhiza × rombucina (Cif. & Giacom.) Soó, 1962 (ibrido di D. romana e Dactylorhiza sambucina (L.) Soó)[11].

### Sinonimi
La specie di questa voce ha avuto nel tempo diverse nomenclature. L'elenco che segue indica alcuni tra i sinonimi più frequenti:
- Dactylorhiza sambucina subsp. romana (Sebast.) Bornm., 1927.
- Dactylorchis romana (Sebast.) Verm., 1947.
- Orchis romana Sebast., 1813 (basionimo)
- Orchis sulphurea Sprengel

### Specie simili
Le varie specie del gruppo di appartenenza della D. romana possono essere confuse una con l'altra; si distinguono comunque per le seguenti caratteristiche:
- Dactylorhiza sambucina (L.) Soó: le foglie hanno una forma più lanceolata e sono distribuite equamente lungo il fusto; lo sperone è sub-conico a portamento discendente ed è lungo al più come l'ovario.
- Dactylorhiza insularis (Sommier) Landwehr: le foglie hanno una forma più lanceolata e sono distribuite equamente lungo il fusto; lo sperone è sub-cilindrico a portamento più orizzontale (leggermente ricurvo verso il basso) ed è lungo al più come l'ovario.

## Conservazione
Come tutte le orchidee è una specie protetta e quindi ne è vietata la raccolta e il commercio ai sensi della Convenzione sul commercio internazionale delle specie minacciate di estinzione (CITES).